# Monte di Pietà o Seralcadi

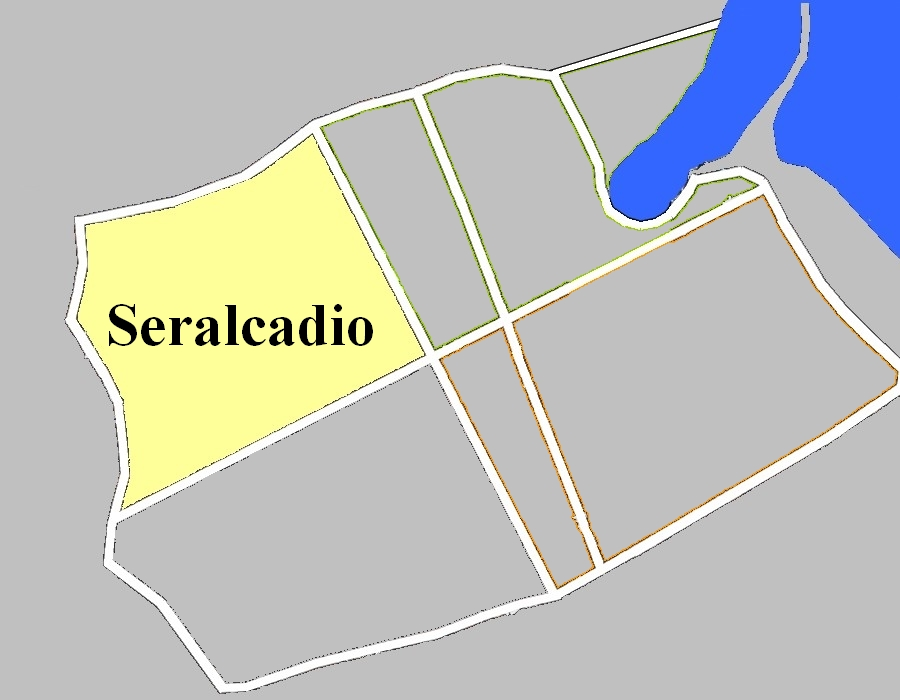
Il rione all'interno del centro storico

Monte di Pietà, nota anche come Il Capo, Seralcadio o Seralcadi (da Sari al Cadì), è la terza unità di primo livello di Palermo.
È situata nel centro storico della città ed è uno dei quattro rioni storici (o mandamenti); fa parte della I Circoscrizione.

## Descrizione
Fondato dagli arabi, è noto anche come Il Capo, per la presenza, al suo interno, dell'omonimo mercato storico, a cui si accede attraverso la Porta Carini. È una delle zone preferite dai turisti perché il mercato mantiene ancora molte delle sue caratteristiche originarie. All'interno del quartiere inoltre si trova il Museo Diocesano.

## Monumenti

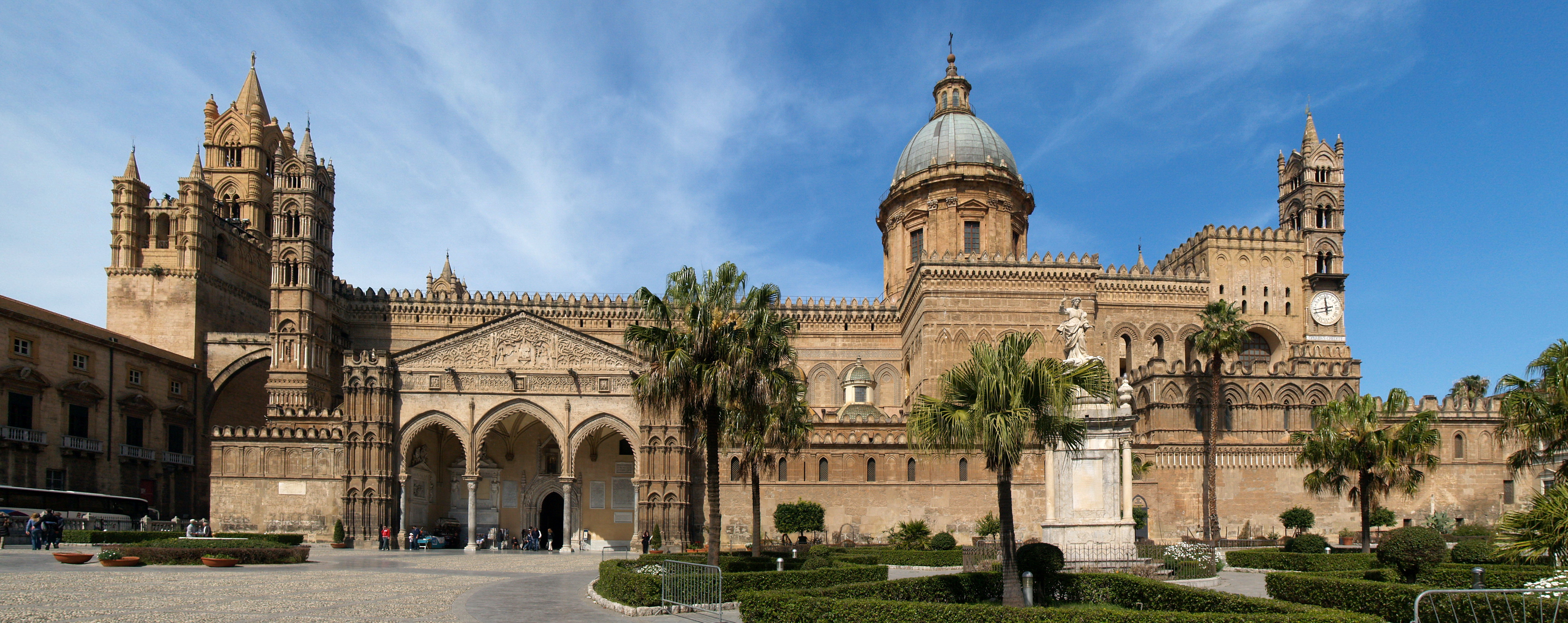
Cattedrale Metropolitana della Santa Vergine Maria Assunta.

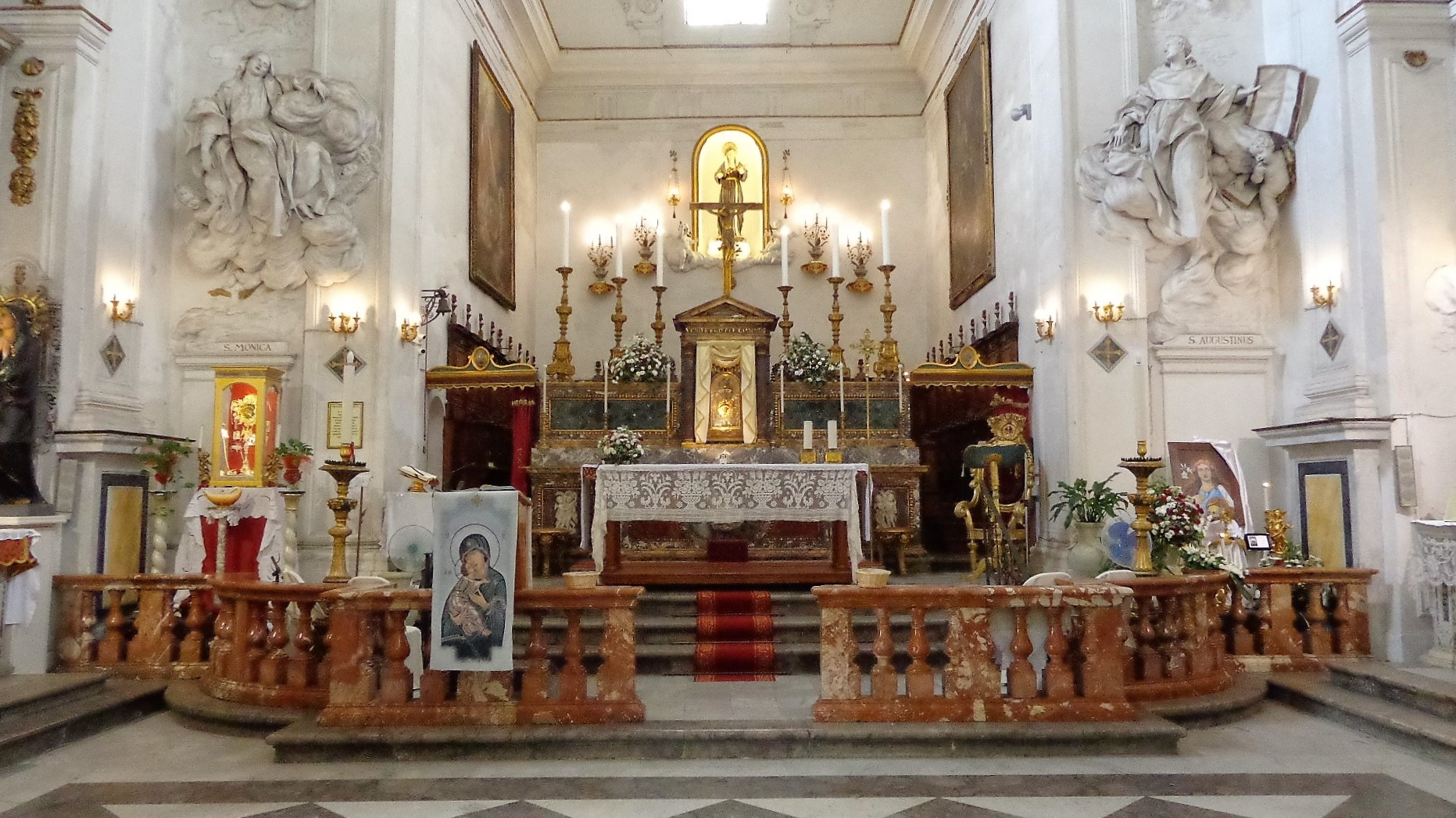
Chiesa di Sant'Agostino.

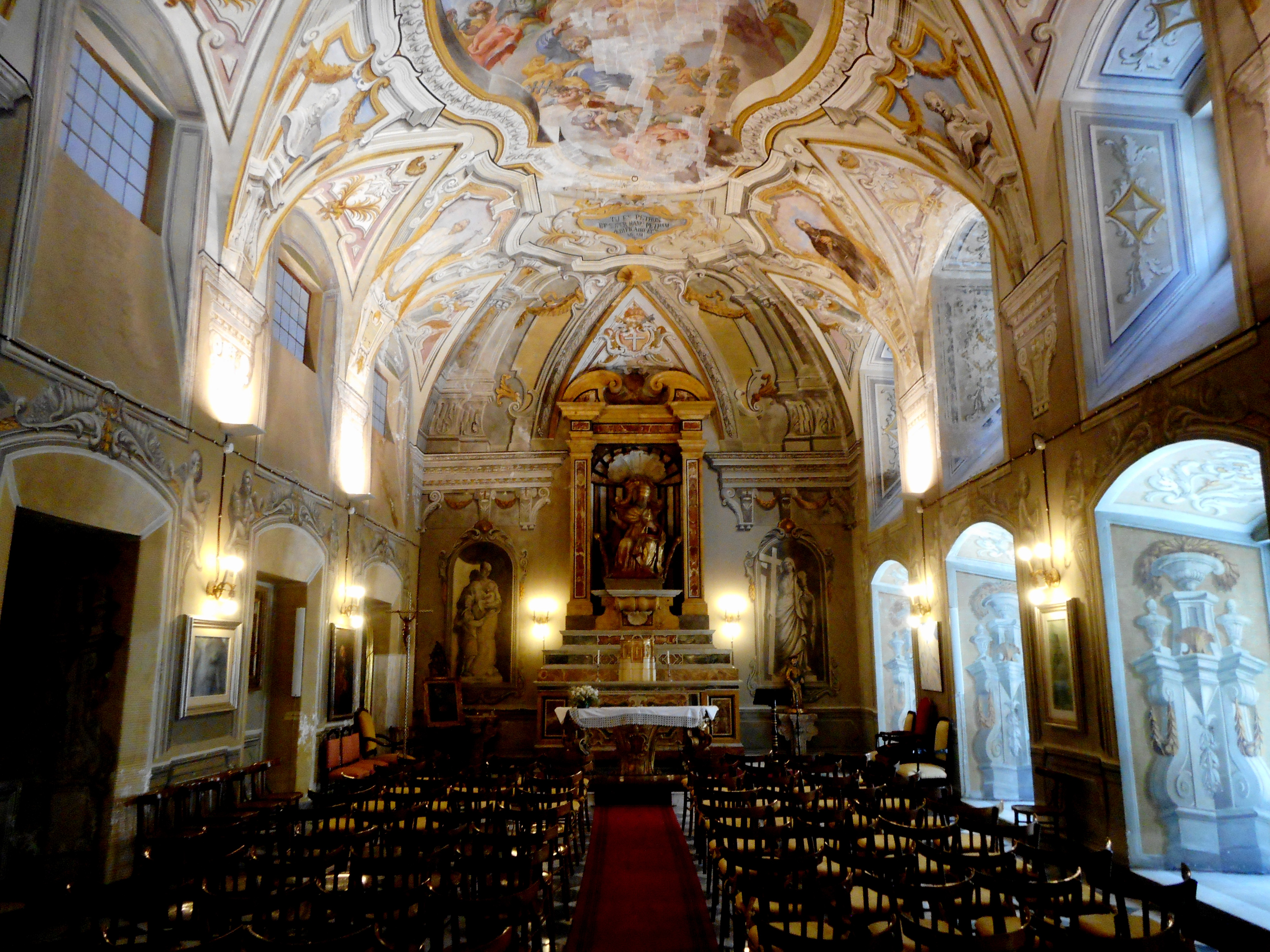
Interno del Oratorio della Carità di San Pietro ai Crociferi.

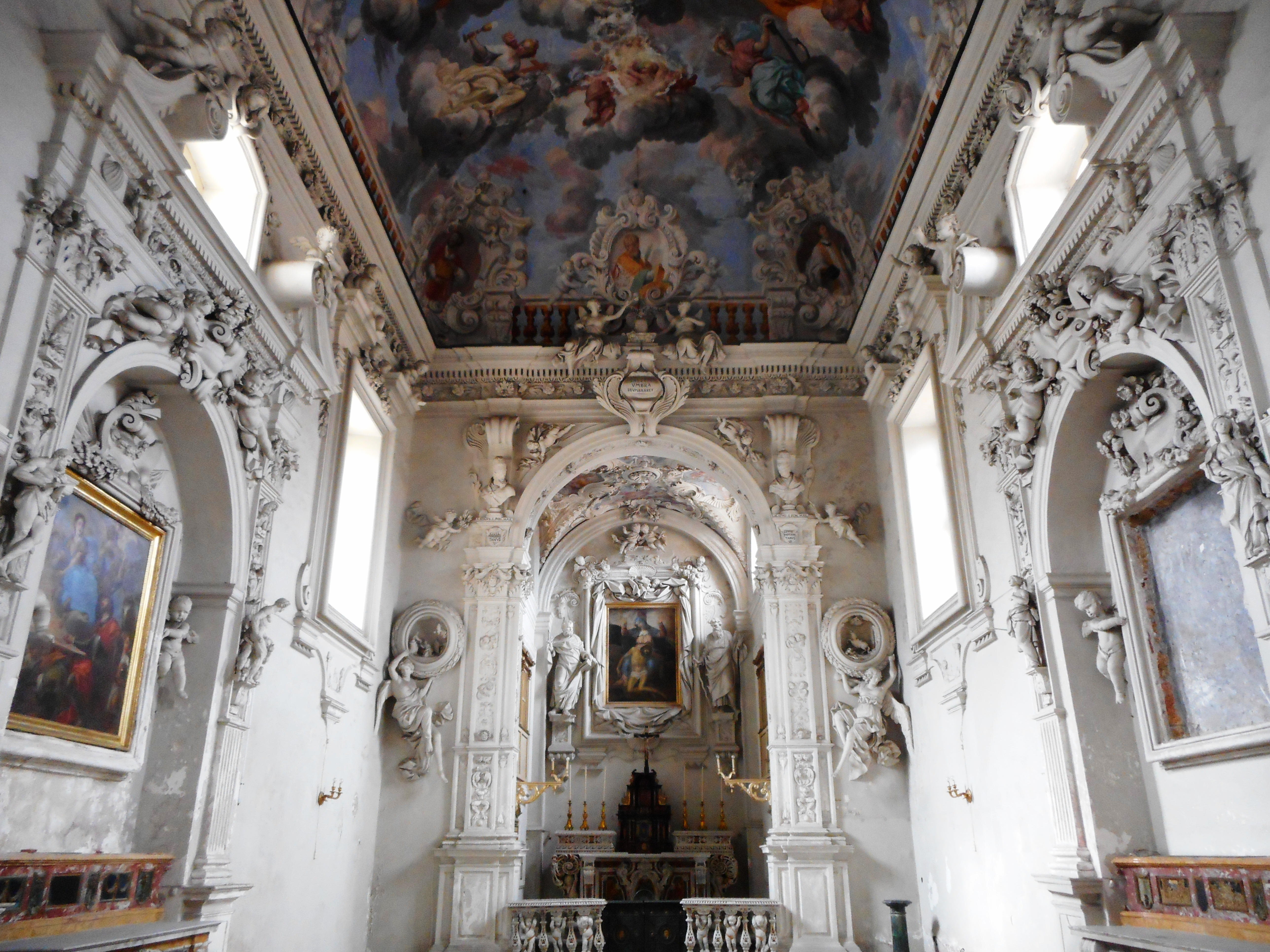
Oratorio dei Santi Pietro e Paolo.

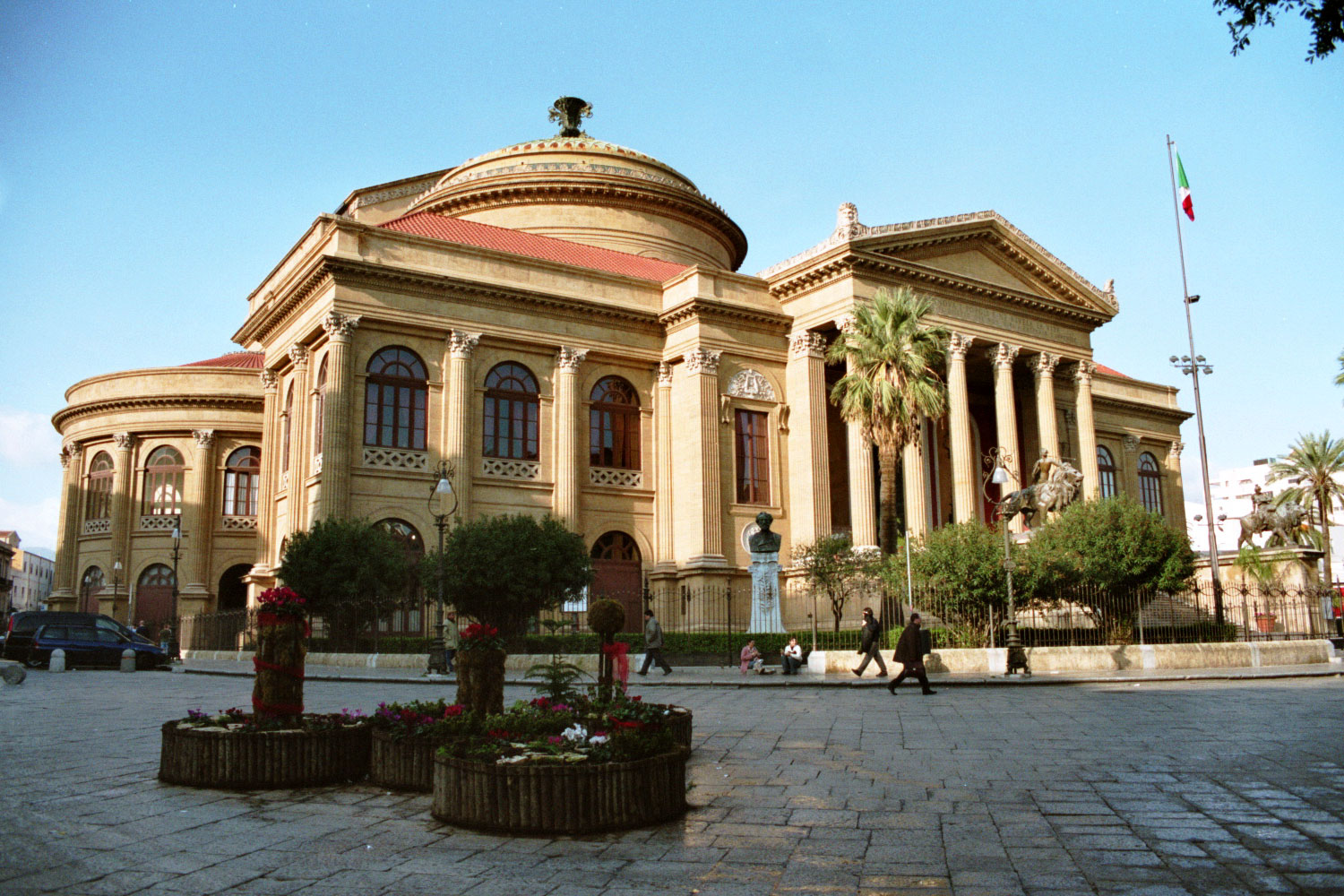
Veduta del Teatro Massimo.

- Cattedrale Metropolitana della Santa Vergine Maria Assunta
- Cappella dell'Incoronata
- Chiesa di Santa Cristina la Vetere
- Chiesa della Madonna di Monte Oliveto
- Chiesa di Sant'Agostino
- Chiesa di Santa Ninfa dei Crociferi
- Chiesa dei Diecimila Martiri
- Chiesa dell'Angelo Custode
- Chiesa dei Santi Cosma e Damiano già chiesa di San Rocco e convento
- Chiesa della Confraternita dei Santi Giovanni e Giacomo
- Chiesa dei Sett'Angeli e monastero
- Chiesa del Santissimo Crocifisso dei Lucchesi, della comunità di Lucca
- Chiesa della Compagnia di Sant'Onofrio
- Chiesa di Santa Maria della Mercede e convento
- Chiesa della Sacra Famiglia (Le Cappuccinelle) e monastero
- Chiesa della Visitazione della Santissima Vergine o Santa Maruzza 'ri Canceddi o di Santa Maria di Gesù
- Chiesa di San Giacomo dei Quartieri
- Chiesa di Santa Maria Maddalena
- Chiesa di San Giuliano e monastero
- Chiesa di San Paolino ai Giardinieri
- Chiesa di San Silvestro al Collegio San Rocco
- Chiesa e noviziato di San Stanislao Kostka
- Chiesa di Santa Croce e la piramide della Madonna delle Grazie
- Chiesa di Santa Maria dei Latini del Gran Cancelliere e monastero
- Chiesa di Sant'Agata delle Scorrugge
- Chiesa di Sant'Aniano
- Chiesa dello Spirito Santo e Grancia
- Chiesa di Santa Rosalia ai quattro Santi Coronati
- Chiesa di Gesù e Maria al Papireto o degli Scarpari
- Chiesa di San Marco della comunità di Venezia, parti delle strutture ospitano una casa di riposo
- Chiesa della Madonna della Grazia dei Caldumai
- Chiesa di Santo Stefano del Piano
- Oratorio della Carità di San Pietro ai Crociferi
- Oratorio dell'Ecce Homo al Capo
- Oratorio della Madonna del Soccorso
- Oratorio di San Marco
- Oratorio dei Pellegrini
- Oratorio dei Santi Pietro e Paolo presso l'ex ospedale per convalescenti e sacerdoti
- Oratorio di Santo Stefano Protomartire al Monte di Pietà
- Oratorio di San Vito detto di "San Vituzzu"
- Il Capo mercato storico rionale
- Palazzo Arcivescovile
- Museo Diocesano
- Palazzo Artale
- Nuova Pretura
- Porta Carini
- Teatro Massimo
- Teatro al Massimo o Cineteatro al Massimo
- Teatro Nuovo Montevergini